# Tauletes d'Heraclea
Les Tauletes d'Heraclea (en llatí Tabulae Heracleenses) són unes tauletes de bronze que es van trobar l'any 1732 entre les restes arqueològiques de l'antiga ciutat d'Heraclea de Lucània. Estan redactades en grec i llatí. Es van publicar a Nàpols l'any 1754.

## Descripció
La tauleta porta en un costat una inscripció en grec dòric del segle iv aC i a l'altre 163 línies d'un text llatí incomplet. La datació d'aquest artefacte és força controvertida, i el contingut reuneix disposicions legislatives de textos diversos. Els historiadors pensen que contenia el text de la lex Julia municipalis, que es devia promulgar després de la dictadura de Sul·la, probablement per Juli Cèsar l'any 45 aC. Aquesta llei fixava els principis que han de regir les lleis municipals d'una ciutat romana. Però diversos estudis recents proposen una datació clarament anterior.
Constitueixen un document epigràfic de primer ordre per observar l'evolució dels procediments per establir els censos romans a les ciutats, fins aleshores centralitzats a Roma, encara que la ciutadania romana s'havia estès a moltes ciutats italianes. Defineixen en particular els mètodes de cens dels ciutadans romans, segons un nou procediment descentralitzat, general i únic per a tots els municipis: cada vegada que els censors a Roma realitzaven un cens, els magistrats de cada municipi havien de dur a terme les operacions censals en un termini màxim de seixanta dies, conservar els resultats en els registres públics i enviar-ne una còpia a Roma per als censors.